# Črneče
Črneče este o localitate din comuna Dravograd, Slovenia, cu o populație de 654 de locuitori.